# Ndaktup
Le ndaktup est une langue bantoïde méridionale des Grassfields du groupe Nkambe parlée dans le Nord-Ouest du Cameroun, dans le département du Donga-Mantung, au nord-est de la ville de Nkambé. Elle est proche du mfumte.
En 2000, on dénombrait environ 2 980 locuteurs.